# Villa Besenbruch

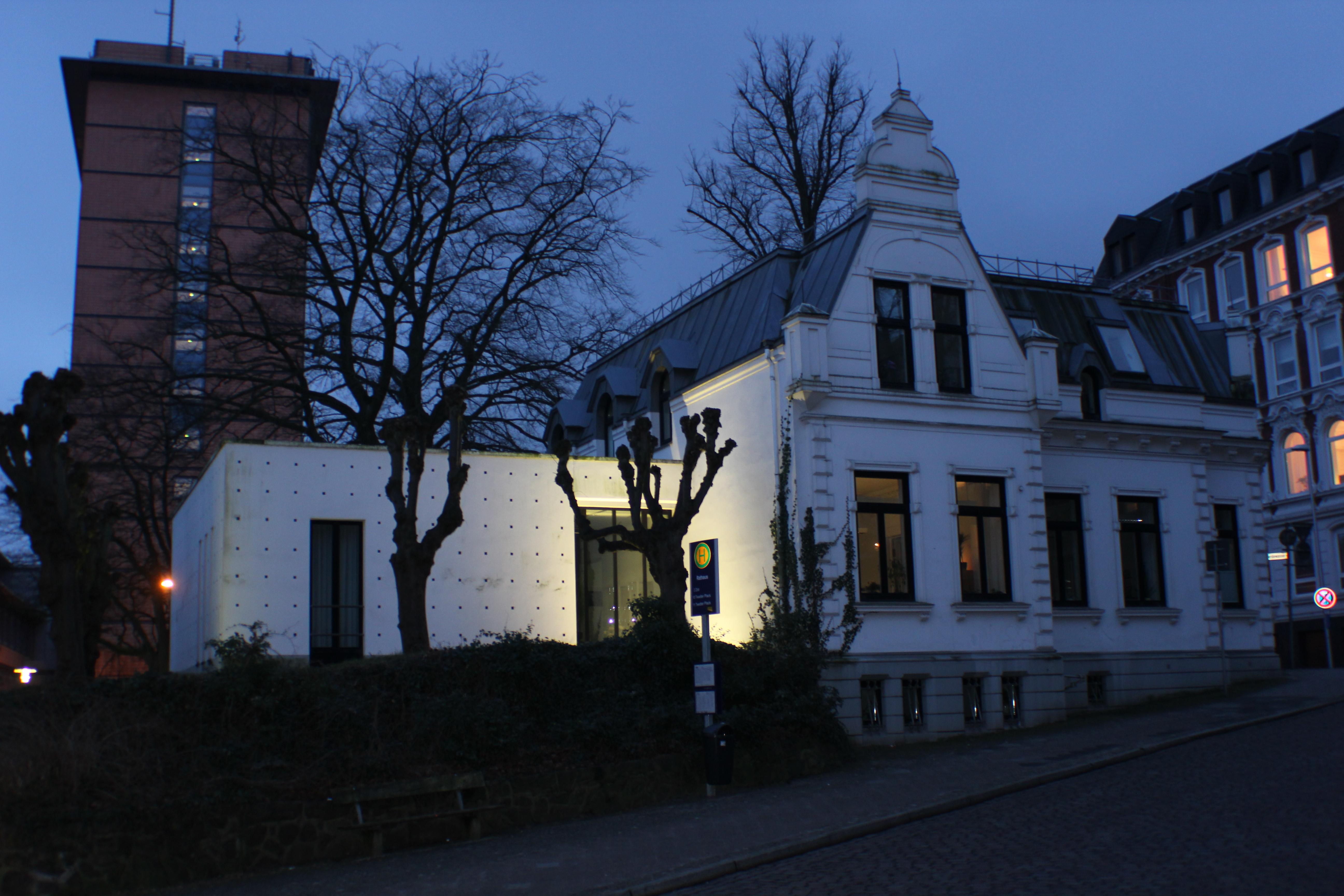
Villa Besenbruch von 1886 mit angestrahltem Trausaal und links im Hintergrund das Flensburger Rathaus in der Abenddämmerung (Februar 2014)

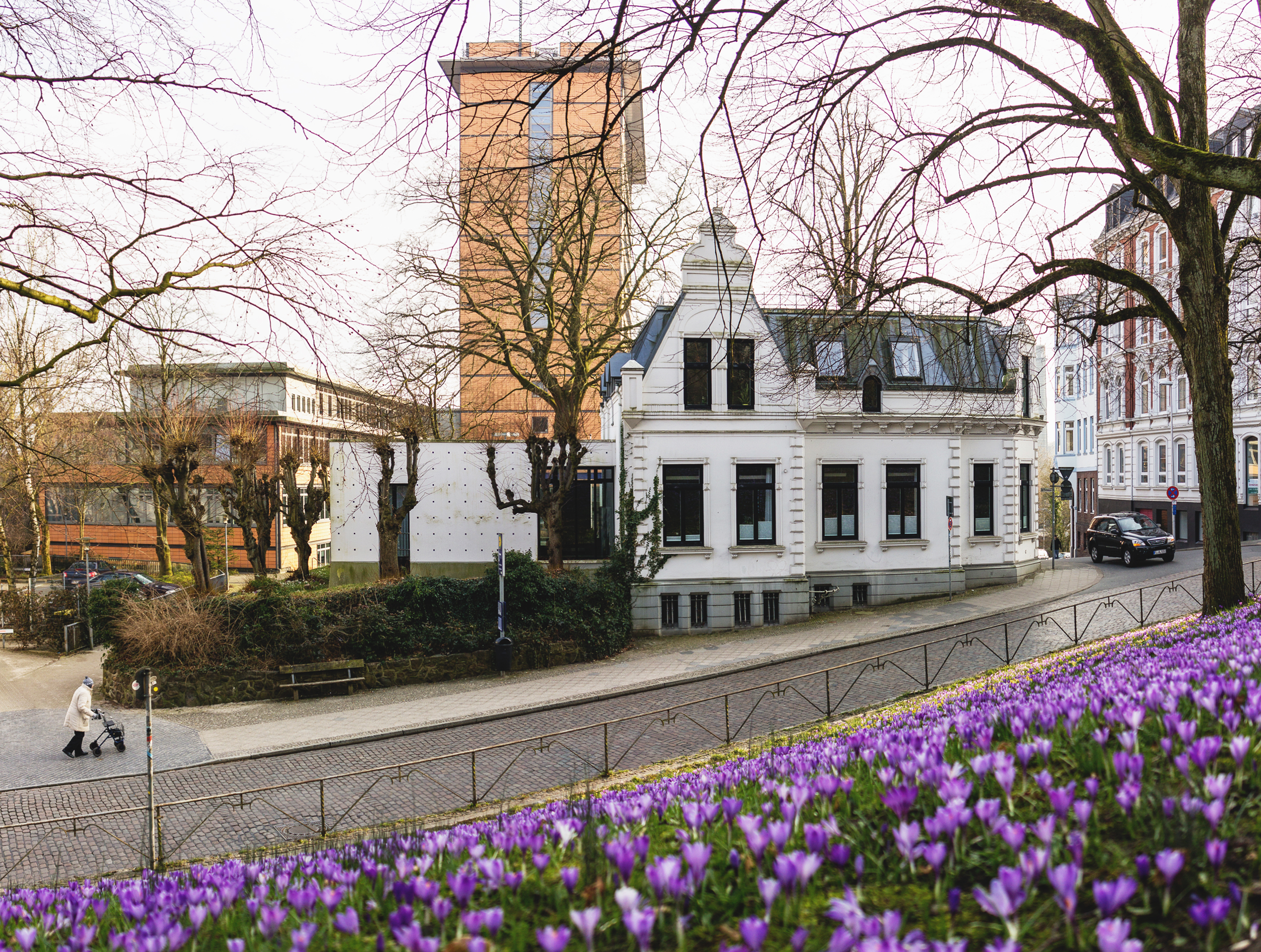
Blick auf die Villa Besenbruch vom Lutherpark, dem Flensburger Pendant zur Husumer Krokusblüte (im März 2015)

Die Villa Besenbruch (auch Besenbruchvilla) von 1886 ist ein am Rande der Flensburger Innenstadt gelegenes Gebäude, in dem das Standesamt Flensburg untergebracht ist. Benannt ist es nach der Familie Besenbruch, den Vorbesitzern des Hauses. Es befindet sich am Hang des Friesischen Berges in der Friesischen Straße 25/Ecke Am Pferdewasser, direkt gegenüber dem Flensburger Rathaus, nahe dem Lutherpark.
Der eingeschossige Putzbau entwarf 1886 Alexander Wilhelm Prale im Stil der Neorenaissance. Seit 1986 ist die Villa im Besitz der Stadt Flensburg, die anfangs den Abriss des sanierungsbedürftigen Gebäudes plante, was jedoch von Bürgerinitiativen erfolgreich verhindert werden konnte. Eine Hausbesetzung von Frauen im Winter 1990, die die Schaffung eines autonomen, frauenspezifischen Lebensraumes zum Ziel hatte, machte auf den Leerstand und Verfall des Hauses aufmerksam. Nach Umbau und Sanierung Anfang der 1990er-Jahre, bei der die Räume neu aufgeteilt und der Anbau eines Trausaals erfolgte, dient die Besenbruchvilla seit 1992/1993 als Standesamt der Stadt Flensburg, wo seitdem personenstandsrechtliche Bearbeitungen wie beispielsweise Eheschließungen vorgenommen werden.

## Trauorte des Standesamtes Flensburg
- Trausaal in der Villa Besenbruch
- Bergmühle
- Kompagnietor
- Museumsberg Flensburg (im Pariser Zimmer und im Direktorenzimmer)
- Museumswerft Flensburg
- Nordertor
- Walzenmühle Flensburg
- Wasserschloss Glücksburg
- Sowie verschiedene maritime Trauorte: der Salondampfer Alexandra, das Fahrgastschiff „Möwe“, Traditionssegler oder Segelyachten nach Wahl[5][6]